# Viaducto de los Quince Ojos
El viaducto de los Quince Ojos es un puente construido en la década de 1930 por el ingeniero de caminos español Eduardo Torroja para salvar el arroyo Cantarranas.

## Descripción
Construida en el periodo 1929-1933, se trata de una estructura que se eleva sobre el arroyo Cantarranas. El viaducto posee  una longitud de 130 metros por 35 de anchura y está formado por quince arcos de 7 metros de luz y tres metros de anchura. Se construyó como soporte del tráfico rodado por la carretera de La Coruña.
En los años sesenta se procedió al relleno del arroyo de Cantarranas. A comienzos del siglo XXI sigue permitiendo a los vehículos el cruce del arroyo en la carretera de La Coruña. Sólo quedan expeditos dos de sus «ojos» para el paso de vehículos, otros tres están ocupados por la Universidad Complutense de Madrid, nueve por el edificio del Ministerio de Fomento y el último por el Ayuntamiento de Madrid.